# Si That (huyện)
Si That (tiếng Thái: ศรีธาตุ) là một huyện (amphoe) ở phía đông nam của tỉnh Udon Thani, đông bắc Thái Lan.

## Địa lý
Các huyện giáp ranh (từ phía tây theo chiều kim đồng hồ) là: Kumphawapi, Ku Kaeo, Chai Wan và Wang Sam Mo của tỉnh Udon Thani, và Tha Khantho của tỉnh Kalasin.

## Lịch sử
Tiểu huyện (king amphoe) Si That đã được lập ngày 1/3/1968 thông qua việc tách 5 tambon Champi, Na Yung, Nong Ya Sai, Ban Prong và Nong Kung Thap Ma từ Kumphawapi. Đơn vị này đã được nâng cấp thành huyện ngày 28/6/1973.

## Hành chính
Huyện này được chia thành 7 phó huyện (tambon), các đơn vị này lại được chia ra thành 81 làng (muban). Si That là một thị trấn (thesaban tambon) nằm trên một phần của tambon Si That. Có 7 Tổ chức hành chính tambon.
| STT. | Tên            | Tên Thái   | Số làng | Dân số |  |
| ---- | -------------- | ---------- | ------- | ------ |  |
| 1.   | Si That        | ศรีธาตุ      | 11      | 8.193  |  |
| 2.   | Champi         | จำปี        | 17      | 7.977  |  |
| 3.   | Ban Prong      | บ้านโปร่ง    | 11      | 5.549  |  |
| 4.   | Hua Na Kham    | หัวนาคำ     | 14      | 10.602 |  |
| 5.   | Nong Nok Khian | หนองนกเขียน | 7       | 4.445  |  |
| 6.   | Na Yung        | นายูง       | 10      | 5.069  |  |
| 7.   | Tat Thong      | ตาดทอง     | 11      | 6.053  |  |